# Medeiros (kommun)
Medeiros är en kommun i Brasilien.   Den ligger i delstaten Minas Gerais, i den sydöstra delen av landet, 500 km söder om huvudstaden Brasília. Antalet invånare är 3 444.
Följande samhällen finns i Medeiros:
- Medeiros

Omgivningarna runt Medeiros är huvudsakligen savann. Runt Medeiros är det mycket glesbefolkat, med 3 invånare per kvadratkilometer.